# Aulus Fabius Proculus
Aulus Fabius Proculus (vollständige Namensform Aulus Fabius Auli [filius Papiria?] Proculus) war ein im 2. Jahrhundert n. Chr. lebender Angehöriger des römischen Ritterstandes (Eques).
Durch eine Inschrift auf einem Grabstein, der bei Tusculum gefunden wurde und der bei der EDCS auf 101/200 datiert wird, ist belegt, dass Proculus Präfekt einer Cohors I Da[] war. Aus der Inschrift geht auch hervor, dass er danach Tribunus militum in der Legio II Adiutrix war.
Proculus war möglicherweise in der Tribus Papiria eingeschrieben. Der Grabstein wurde von seiner Frau, Lucceia Nepotilla, errichtet.